# Fashion House
Fashion House foi uma telenovela estadunidense exibida originalmente pela rede MyNetworkTV entre 5 de Setembro e 5 de Dezembro de 2006. O programa foi produzido pela Twentieth Television, aliada aos diretores David Hogan, Alex Hennech, Jim Slocum e Jeremy Stanford.
A trama de Fashion House era focada na ambiciosa e rude Maria Gianni, e sua rival de longa data, 	Sophia Blakely. Em pouco tempo, a telenovela ficou mais conhecida pelos puxões de cabelo, palavrões e vasos quebrados que pelo romance entre os personagens, típico das telenovelas latinas.

## Produção
Fashion House teve ao todo 65 episódios exibidos pela rede MyNetworkTV de segunda à sábado. A trama foi adaptada para os Estados Unidos da América a partir do enredo da telenovela cubana Salir de noche, entre as adaptações, mudou-se a cidade onde se passava a trama e o perfil de alguns personagens.
A semana de estréia do programa recebeu uma audiência modesta (apenas 2% de todos os televisores ligados no horário), e pouco superior à de Desire, segundo o Nielsen Media Research. A segunda semana teve uma audiência ainda pior, e durante o resto de sua trajetória, Fashion House manteve uma média de 0,6 pontos. Uma propaganda de 30 segundos no intervalo custava entre US$ 20.000 e US$ 30.000 em Setembro de 2006.

## Elenco
| Ator                  | Personagem        |
| --------------------- | ----------------- |
| Bo Derek              | Maria Gianni      |
| Natalie Martinez      | Michelle Miller   |
| Taylor Kinney         | Luke Gianni       |
| Mini Anden            | Tania Ford        |
| Joel Berti            | William Chandler  |
| Nicole Pulliam        | Nikki Clark       |
| Robert Buckley        | Michael Bauer     |
| Donna Feldman         | Gloria Thompson   |
| Mike Begovich         | Lance Miller      |
| Garrett Swann         | Harold            |
| Tony Tripoli          | Hans              |
| Carrie Reichenbach    | Lexi Walker       |
| Ethan Erickson        | John Cotter       |
| Jordi Vilasuso        | Eddie Zarouvian   |
| James Black           | Rodney Griffith   |
| Mark Totty            | Dr. Russell Woods |
| Tippi Hedren          | Doris Thompson    |
| Morgan Fairchild      | Sophia Blakely    |
| Jennifer Dorogi       | Amanda Bhandarkar |
| Christopher del Valle | Pedro             |